# Мартиненко Ілля Артурович
Мартиненко Ілля Артурович (нар. 2 серпня 1990 року, Рівне, Українська РСР, СРСР) — художник декоративно-ужиткового мистецтва. Син Мартиненко Артура Анатолійовича, внук Мартиненко Анатолія Івановича.

## Біографічні дані
Народився 2 серпня 1990 року у Рівному.
- У 2003 році закінчив Рівненську дитячу художню школу;
- у 2009 році закінчив Львівський коледж декоративно-ужиткового мистецтва ім. І. Труша;
- з 2009 працює викладачем живопису, рисунку, композиції і скульптури у Рівненській дитячій художній школі.

Займається художнім різьбленням по дереву, настінним живописом, реставрацією тощо. 